# رفتار سیاسی
رفتار سیاسی (به انگلیسی: Theories of political behavior) در سازمان شامل اعمال آگاهانه‌ای است که برای نفوذ بر افراد یا گروه‌ها به منظور دستیابی یا حفاظت از منافع خود به هنگام وجود راه حل‌های متضاد صورت می‌گیرد.

## نکات تعریف
رفتار سیاسی خارج از شرح شغل مشخص فرد است. ۲) اثر گذاری بر توزیع مزایا و… یعنی نوعی تلاش در جهت استفاده از پایگاه‌های قدرتی که فرد دارد. توجه به دامنهٔ گستردهٔ این تعریف؛ رفتارهای زیر از نوع رفتار سیاسی به‌شمار می‌آیند. تلاش برای اثرگذاری بر اهداف؛ شاخص ها؛ فرایندهای تصمیم‌گیری در سازمان؛ ندادن اطلاعات اساسی به تصمیم گیرندگان؛ شایعه پراکنی؛ لاابالی گری هنگام کار (مثل سوت زدن) نشت اطلاعات محرمانه؛ پارتی بازی؛ به نفع یا علیه کسی رأی دادن؛ میانجی‌گری و تبلیغ علیه شخصی خاص
رفتار سیاسی مشروع: آن دسته از رفتارهایی که با استفاده از سازوکار بده‌بستان و روش‌های غیررسمی در سازمان برای رسیدن به اجماع؛ توافق و ائتلاف در راستای کمک به رفتارهای رسمی و در جهت تحقق اهداف سازمان صورت می‌گیرد.
رفتار سیاسی مثبت در قالب پیگیری منافع سازمان و گروه‌ها؛ بکارگیری روش برد-برد؛ در حل و فصل تعارض و تصمیم‌گیری‌ها و با توجه به منافع گروه‌های مختلف نمود پیدا می‌کند.
رفتار سیاسی نامشروع (منفی) جهت‌گیری آن برخلاف خواسته‌های سازمان و با هدف تحقق نیات شخصی برای دستیابی به قدرت صورت می‌گیرد. دنبال کردن بیش از حد نفع شخصی؛ در نظر گرفتن بیشتر موقعیت‌ها در قالب وضعیت برد-باخت به جای برد-برد و استفاده از تاکتیک‌هایی مثل پنهان‌کاری؛ غافل گیر کردن؛ حفظ دستور جلسه به صورت محرمانه؛ مخفی کردن اطلاعات؛ استفاده از اطلاعات یا منابع به صورت غیر معمول، نقض قوانین و مقررات؛ اعتصاب؛ تحریک کارکنان؛ اخلال در فرایند عملیات؛ لاابالی‌گری هنگام کار؛ اعتراض‌های نمادین (نپوشیدن کار) درخواست‌های گروهی برای مرخصی‌های درمانی و ایجاد اغتشاش.